# The Tallis Scholars
The Tallis Scholars zijn een Brits kamerkoor, opgericht door Peter Phillips in 1973 en vernoemd naar Thomas Tallis. Het ensemble bestaat uit ongeveer tien zangers en is gespecialiseerd in oude muziek.
The Tallis Scholars hebben door de jaren heen een stevige reputatie als vertolkers van vocale muziek uit de periode tussen 1450 en 1600 opgebouwd. Ze brengen het gros van hun werk op hun eigen label uit, Gimell Records. Sommige leden zijn eveneens als academici op het vlak van de musicologie actief. Ze gaan gemiddeld tweemaal jaarlijks op tournee door de Verenigde Staten en om de twee jaar door Japan. Andrew Grant is actief als organist van de Chapel Royal.
Sedert 2000 organiseren The Tallis Scholars masterclasses voor amateurs en professionelen in Oakham, Seattle en Sydney.